# Hisakichi Toyoda
Hisakichi Toyoda (n. 2 ianuarie 1912, Yamaguchi, Japonia – d. 7 octombrie 1976) a fost un înotător ce a reprezentat Japonia, medaliat olimpic. A participat la o ediție a Jocurilor Olimpice (1932) în care a câștigat o medalie de aur.

## Participări
Lista de mai jos prezintă principalele competiții la care a participat Hisakichi Toyoda de-a lungul carierei.
- swimming at the 1932 Summer Olympics – men's 4 × 200 metre freestyle relay[*]